# Imera septentrionale
L'Imera septentrionale (grec ancien : Ἱμέρας, latin : Himera, italien : Imera settentrionale ou Fiume grande) est un cours d'eau et fleuve côtier du nord-ouest de la Sicile, qui a son embouchure en mer Tyrrhénienne.

## Géographie
De 35 km de longueur, son bassin est de 342 km2 de superficie
Le fleuve traverse les communes de Caltavuturo, Campofelice di Roccella, Cerda, Collesano, Scillato, Sclafani Bagni, Termini Imerese et Valledolmo (tous situés dans la  Province de Palerme) et se jette dans la mer Tyrrhénienne sur le site de l'ancienne cité Himère.

## Affluents
Salito, Rio Secco, Fosso Inferno, Portella, Mandaletto, Garbinogara